# Suzy Creamcheese
Suzy Creamcheese byla fiktivní zpěvačka. Poprvé se objevila na albu Freak Out!. Je zachycena ve skladbě „The Return of the Son of Monster Magnet“, kde povídá:
mužský hlas: Suzy?
ženský hlas: Yes?
mužský hlas: Suzy Creamcheese?
ženský hlas: Yes?
mužský hlas: This is the voice of your conscience baby ... uh, I just want to check one thing out with you ... you don't mind, do ya?
ženský hlas: What?
mužský hlas: Suzy Creamcheese, honey, what's got into ya?